# Пресвітеріанський жіночий коледж, Сідней
Пресвітеріанський жіночий коледж, Сідней (англ. Presbyterian Ladies' College, Sydney (PLC)) — незалежна від державного фінансування міжнародна школа-інтернат для дівчаток, розташована у Кройдоні — одному із районів Сіднея. Коледж пропонує навчання дівчаткам, починаючи від підготовчої групи дитячого садочка (віком 4-5 років), до випускного 12-го класу, і є школою Пресвітеріанської церкви Австралії (англ. Presbyterian Church of Australia) в штаті Новий Південний Уельс. Школа не має критеріїв відбору учениць, за виключенням прийому до 11-го класу, де вимагається необхідний рівень знань для опанування програми 11-го та 12 років навчання. Також необов'язковою умовою є церковна приналежність учениць. Інтернатна форма навчання пропонується лише ученицям старших класів (7 — 12). Учениці можуть проживати у інтернаті як потижнево, так і постійно на увесь термін навчання.

## Коротка історія

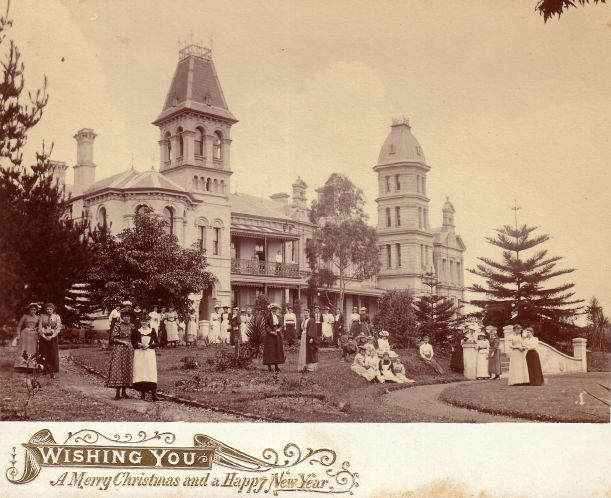
Шубр-Холл у роки заснування коледжу

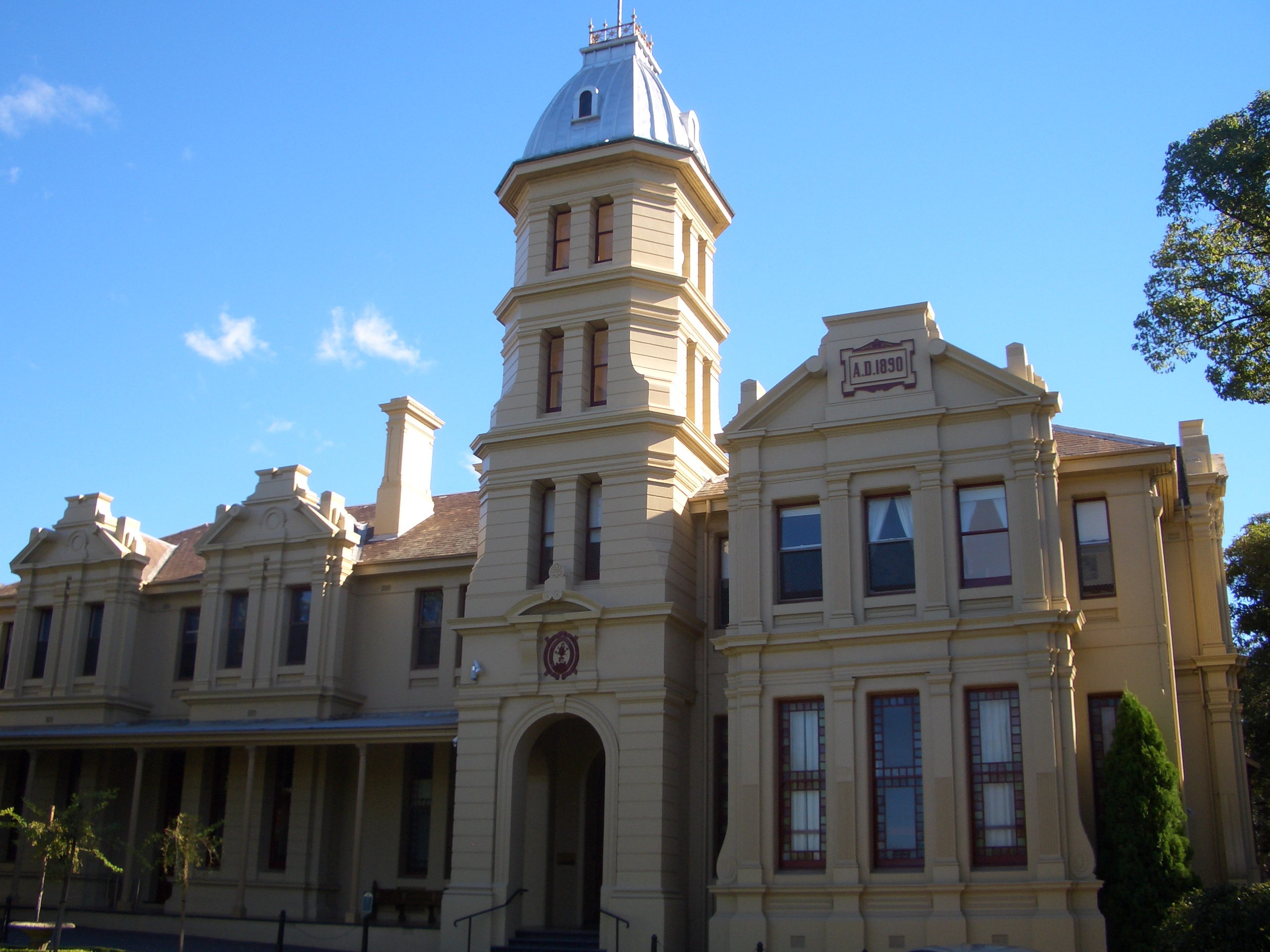
Вид на сучасний Шубр-Холл

Коледж було засновано у 1888 році у передмісті Сіднея Ашфілд. На той час у коледжі навчалося 39 дівчаток, 21 із яких проживали у шкільному інтернаті. 23 серпня 1888 на засіданні Ради коледжу було затверджено перший герб школи.
У 1891 коледж придбав Шубр-Голл, що був зведений у Кройдоні у 1890, і переїхав на територію його садиби площею до п'яти гектарів. Тодішній директор коледжу Джон Марден був закоханий у садівництво та рослинництво і перед переїздом заклав сади, поля, зелені насадження та ігрові поля для ігор і відпочинку.
Під час Другої світової війни коледж був змушений переїхати до тимчасових приміщень у Стратфілді, щоб радарний підрозділ Повітряних сил Австралії міг працювати з території Кройдона. Після завершення війни у 1946 коледж повернувся на попереднє місце розташування, де розташовується і донині.
В 1997 коледж придбав Кройдон-Готель і після ремонту будівлі у 2000 році за участі Елізабет Енн Макгрегор, директорки Музею сучасного мистецтва у Сіднеї, у його приміщеннях було відкрито Центр передового досвіду для творчих і технологічних занять та художніх і дизайнерських виставок. У 2001 була заснована художня галерея Аделаїди Перрі, яку було названо на честь викладачки PLC, яка викладала в коледжі з 1930 до 1962 візуальні мистецтва, дизайн і технології, і яка розташувалась у приміщеннях цього Центру.
У листопаді 2004 почалися роботи зі створення спортивного аквакомплексу і Центру виконавських видів мистецтв, які в урочистій обстановці було відкрито 3 квітня 2006 за участі губернатора штату.
У кінці 2009-го розпочалися роботи із реставрації бібліотеки коледжу і створення на її базі Науково-дослідницького центру Макіндой, який було введено в дію 3 грудня 2010 року.
У 2014 коледж розпочав процес навчання за міжнародними освітніми програмами, акредитованими в системі Cambridge International Examinations, і вже за два роки, у 2016-му, учениця коледжу була удостоєна звання однієї з найкращих учениць за другий результат академічних досягнень у світі за цією системою оцінювання.

## Опис
Коледж розташовується на території 4,4 га і включає навчальні та такі основні житлові і допоміжні будівлі:
- Галерея Аделаїди Перрі
- Театр Одрі Кьйоун
- Пансіон (житлові приміщення інтернату)
- Їдальня
- Магазини коледжу
- Кройдонський центр мистецтва, дизайну та технологій
- Центр розвитку дитини
- Центр глобальної освіти
- Спортивний аквакомплекс
- Розмовний центр Енід Ліон
- Науково-дослідницький центр Макіндой
- Центр післяшкільного догляду (групи продовженого дня)
- Томпсон-Голл

### Галерея Аделаїди Перрі
З 2001 р. розпочала свою діяльність Галерея Аделаїди Перрі, яка включає в себе виставки робіт учениць, а також виставки австралійських професійних художників. Головна подія в галереї щороку — нагородження першою премією Аделаїди Перрі найкращої роботи в $ 25 000. Ця нагорода привертає увагу художників по всій Австралії і у виставці беруть участь близько 45 фіналістів. Процедура присвоєння премії і нагороди переможця проводяться в березні щорічно. Робота, відмічена премією, стає частиною колекції коледжу.

### Театр Одрі Кьйоун
Театр, який є невід'ємною частиною коледжу, названий на честь пані Одрі Кьйоун, пристрасної вчительки, яка викладала мовлення та драму протягом 40 років. Мовлення та драма залишаються важливою складовою освітньої програми коледжу і зараз. При театрі функціонують молодша (з 7-го по 9-ті класи) і старша (з 10 по 12 класи) драматичні групи, група акторського мистецтва, театрально-спортивні групи, групи вокального та інструментального мистецтва, хори, ансамблі та музичні групи, групи розмовного жанру, риторики та ораторського мистецтва.
Театр має 538 місць і використовується щоденно для:
- церковних заходів;
- святкових і урочистих зібрань і зустрічей (як актова зала);
- презентацій;
- драматичних постановок;
- музичних концертів та вистав.

Театр обладнано кіноекраном з кінопроєкторами, інтерактивним лекторським обладнанням, рухомою оркестровою ямою, театральною освітлювальною установкою та сучасною аудіо системою.

## Структура коледжу
Навчальний заклад забезпечує навчання і виховання школярів у віці від 5 до 18 років, починаючи від підготовчої групи дитячого садочка, і закінчуючи випускними класами середньої школи:
| Вид школи:                                 | Підготовча група дитячого садочка (англ. Reception) | Молодші класи (англ. Junior School) | Молодші класи (англ. Junior School) | Молодші класи (англ. Junior School) | Молодші класи (англ. Junior School) | Молодші класи (англ. Junior School) | Молодші класи (англ. Junior School) | Старші класи (англ. Senior School) | Старші класи (англ. Senior School) | Старші класи (англ. Senior School) | Старші класи (англ. Senior School) | Старші класи (англ. Senior School) | Старші класи (англ. Senior School) |
| ------------------------------------------ | --------------------------------------------------- | ----------------------------------- | ----------------------------------- | ----------------------------------- | ----------------------------------- | ----------------------------------- | ----------------------------------- | ---------------------------------- | ---------------------------------- | ---------------------------------- | ---------------------------------- | ---------------------------------- | ---------------------------------- |
| Ключова стадія: (англ. Key stage)          |                                                     | KS1                                 | KS1                                 | KS2                                 | KS2                                 | KS3                                 | KS3                                 | KS4                                | KS4                                | KS5                                | KS5                                | KS6                                | KS6                                |
| Рік навчання: (англ. Year)                 | K                                                   | 1                                   | 2                                   | 3                                   | 4                                   | 5                                   | 6                                   | 7                                  | 8                                  | 9                                  | 10                                 | 11                                 | 12                                 |
| Вік школярів: (англ. Age)                  | 5                                                   | 6                                   | 7                                   | 8                                   | 9                                   | 10                                  | 11                                  | 12                                 | 13                                 | 14                                 | 15                                 | 16                                 | 17                                 |
| Свідоцтва про освіту: (англ. Certificates) |                                                     |                                     |                                     |                                     |                                     |                                     | SA                                  |                                    |                                    |                                    | RoSA                               |                                    | NSW HSC                            |
| Свідоцтва про освіту: (англ. Certificates) | IGCSE                                               | A-Level                             |                                     |                                     |                                     |                                     | SA                                  |                                    |                                    |                                    |                                    |                                    |                                    |

## Освітні програми
Коледж і його освітні програми акредитовані Комісією Освіти Нового Південного Уельсу (англ. New South Wales Board of Studies) (нині — англ. Board of Studies, Teaching and Educational Standards (BOSTES)). Міжнародні освітні програми школи акредитовані на відповідність міжнародним стандартам системи оцінювання знань — Cambridge International Examinations, що є частиною Департаменту «Cambridge Assessment» Кембриджського університету.
Учениці, які перебувають, виховуються та навчаються у дитячому садочку, розпочинають навчання у підготовчій групі (англ. Reception), та отримують підготовку до навчального процесу у молодших класах (англ. Junior School) коледжу.
У молодших класах навчальний процес поділяється на три ключові стадії англ. Key stage — KS1, KS2 та KS3. По успішному завершенні і опануванні навчальної програми учениці отримують свідоцтво про початкову освіту австралійського зразка (яке не є аналогом українського свідоцтва про початкову освіту).
У старших класах (англ. Senior School) навчальний процес поділяється на три ключові стадії — KS4, KS5 та KS6.
По успішному завершенні і опануванні навчальної програми ключових стадій KS4 і KS5 учениці отримують атестат про базову середню освіту австралійського зразка (дослівно —"Запис шкільних досягнень") (англ. Record of School Achievement (RoSA)). Учениці, які навчаються за міжнародними програмами, акредитованими на відповідність міжнародним стандартам системи оцінювання знань Cambridge International Examinations, здобувають Міжнародний сертифікат про загальну середню освіту (англ. International General Certificate of Secondary Education  — «IGCSE»).
По успішному завершенні і опануванні навчальної програми ключової стадії KS6 учениці отримують атестат про повну середню освіту австралійського зразка (дослівно —"Сертифікат вищої школи Нового Південного Уельсу") (англ. NSW Higher School Certificate). Учениці, які навчаються за міжнародними програмами, акредитованими на відповідність міжнародним стандартам системи оцінювання знань Cambridge International Examinations, здобувають атестат про повну середню освіту (дослівно —"Кембриджський рівень-А загальної освіти") (англ. Cambridge 'A' level General Studies).

### Визнання отриманих кваліфікаційних рівнів
Документи, що підтверджують кваліфікаційні рівні, отримані у процесі навчання за австралійськими освітніми програмами, визнаються і приймаються усіма вищими навчальними закладами та роботодавцями Австралії та Нової Зеландії.
Офіційні свідоцтва про освітньо-кваліфікаційні рівні, отримані в Кембриджській міжнародній системі оцінювання, такі як «Cambridge IGCSE» та «Cambridge International A Level», визнаються та приймаються університетами та роботодавцями практично в усьому світі як об'єктивні свідчення про успішність. До таких країн відносяться країни Європейського Союзу, Північної Америки, Північної Африки, ПАР, Австралія та Нова Зеландія, а також, усі країни, що підписали Лісабонську конвенцію про визнання, у тому числі, і Україна, яка підписала цю конвенцію 11.04.1997, і ввела в дію з 01.06.2000.